# 邱焜棋
邱焜棋（1929年—1951年6月17日），男，台南州人，中國共產黨黨員，1949年7月由其同學曾錦堂吸收加入省工委台南市工委會，發展台南工學院附屬工業學校工作小組，光明報事件後全省大搜捕，台南市工委會遭破獲，於1951年6月17日槍決於台北水源地刑場。
2013年列名北京西山無名英雄廣場，紀念在台灣被處決的「隱避戰線烈士」。

## 生平

### 加入省工委
邱焜棋，台南人，1947年考取台南工學院附屬工業學校機械科。1947年二二八事件導致許多知識分子左傾，何川畢業於台南工業職業學校，1947年，何川在台北市工作居住宿舍期間認識蔡瑞欽、郭琇琮、吳思漢，1947年5月經由郭琇琮介紹加入中國共產黨，由於郭琇琮、李媽兜都是省工委早期成員，1946年底，李媽兜就與陳文山、陳福星籌組台南市工委會，1947年何川返回台南任職台南工業職業學校，在李媽兜領導下，擔任台南市工委會重要幹部，何川吸收教師徐國維、鄭海樹入黨，1948年，曾錦堂由老師徐國維介紹加入台南市工委會，由何川領導。1949年曾錦堂吸收邱焜棋加入共產黨。

### 身死馬場町
邱焜棋加入台南市工委會後，與曾錦堂台南工學院附屬工業學校發展工作小組，邱焜棋吸收林嘉明、李添木加入小組，1949年暑假，何川指示他與曾錦堂散發解放軍即將解放台灣的傳單，1949年8月光明報事件爆發後，省工委最高領導人蔡孝乾變節，全省大搜捕， 1950年8月，情治單位循線逮捕何阿水，不久何川在梅衡山住處落網，8月18日邱焜棋遭到逮捕。
韓戰爆發之後，情勢急轉直下，在軍法處的省工委要角自知由於案情嚴重可能遭重判，以「吃麵包」為暗號蘊釀越獄，1951年2月6日，何秀吉、邱焜棋、梅衡山、施教爐等人在軍法處趁機打開牢門持酒瓶攻擊獄警，參與的成員包含台南案、桃園案、李凱南等人，陳英泰稱其為軍法處「吃麵包計畫」，越獄失敗後所有參與成員除施志聰、陳溪加重徒刑外其餘都遭判處死刑，連帶加速台南案的判決，原邱焜棋係由曾錦堂吸收加入罪刑較輕，但在軍法處攻擊看守人員，聚眾實施強暴脅迫脫逃未遂被認定有著手實行而加重判刑，遂以共同意圖以非法之方法顛覆政府而著手實行判刑。
1951年6月6日邱焜棋遭判處死刑，同年6月17日邱焜棋與同案鄭海樹、何秀吉、何川 、何阿水、黃武宗與台南工學院案唐朝雲、軒轅國權、曾錦堂、梅衡山共十人槍決於水源地刑場。

### 平反
2018年10月5日，促進轉型正義委員會促轉三字第1075300110B號函文，正式撤銷受難者林慶雲君等1270人之刑事有罪判決暨其刑，其中(40)安潔字第 1187 號，有關邱焜棋共同意圖以非法之方法顛覆政府而著手實行之有罪判決暨其刑及沒收之宣告正式撤銷。

## 紀念
2013年10月 北京西山國家森林公園的無名英雄廣場上立有無名英雄紀念碑，為紀念來台灣在1950年代被處決「隱避戰線烈士」而設立，邱焜棋銘刻於紀念碑上，為中共國家安全部追認之中華人民共和國烈士。